# Monstro de Florença
O Monstro de Florença (em italiano:  Mostro di Firenze) é o pseudônimo dado pelos meios de comunicação italianos ao autor ou aos autores duma série do oito duplos assassinatos cometidos na província de Florença entre 1968 e 1985. Por esses homicídios foram condenados em tempos diferentes quatro homens locais: Stefano Mele, Pietro Pacciani, Mario Vanni, e Giancarlo Lotti; mas estas convicções têm sido criticadas na mídia, os críticos sugerem que o assassino ou os assassinos reais nunca foram identificados.

## Visão geral
Quatro homens locais - Stefano Mele, Pietro Pacciani, Mario Vanni e Giancarlo Lotti - foram presos, acusados e condenados pelos crimes em tempos diferentes. Contudo, estas acusações foram criticadas e ridicularizadas na mídia; críticos sugerem que o verdadeiro assassino ou assassinos nunca foram identificados. Outros suspeitos foram presos e permaneceram em cativeiro por diversas vezes, mas acabaram sendo libertados, onde posteriores mortes com a mesma arma e métodos trouxeram dúvida à sua libertação.
A autora inglesa Magdalen Nabb escreveu um livro em 1996 chamado "O monstro de Florença" baseado na sua pesquisa extensiva e documentos do caso real. Apesar do livro ser uma obra de ficção, Nabb diz que a investigação do livro era real e a apresentação como ficção era apenas uma forma de proteção. Na obra de não ficção de Douglas Preston e Mario Spezi chamada "O monstro de Florença", sugere-se o mesmo autor que Nabb havia identificado: Antonio Vinci (o sobrinho e filho de dois irmãos sardenhos ambos suspeitos de serem o Monstro) era um bom candidato a ser o verdadeiro assassino. Vinci recusou uma entrevista com Stone Phillips na Dateline NBC.

## Vítimas

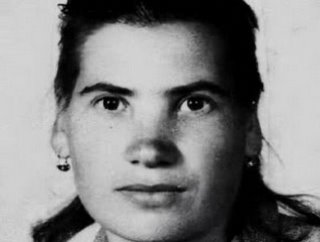
Barbara Locci

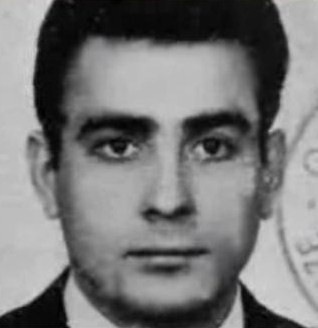
Antonio Lo Bianco

- 21 de Agosto de 1968: Antonio Lo Bianco (29) pedreiro, recentemente emigrado da Sicília  para Toscana e Barbara Locci (32) dona de casa, amantes, levaram um tiro na cabeça com uma Beretta .22 em Signa, uma pequena cidade no Oeste de Florença, enquanto o filho de Locci Natalino Mele (6) estava a dormir no banco traseiro do carro. A criança acordou e encontrou a sua mãe morta, saindo aterrorizado. Às duas da manhã, chegou em frente de uma casa perto e bateu à porta, dizendo ao senhoria "Abra a porta e deixe-me entrar, tenho sono e o meu papá está doente de cama. Depois terá de me levar a casa, porque a minha mamã e o meu tio estão mortos no carro". Natalino disse, inicialmente, que tinha fugido sozinho, depois mudou a sua história e disse que o seu pai - ou talvez um tio, uma vez que chamava ao amante da mãe "tio" - tinha-o conduzido à casa onde tinha pedido por ajuda. Anos depois disse que estava sozinho, mas demasiado chocado para se lembrar exatamente do que aconteceu nessa noite. Locci, emigrada da Sardinia, era famosa na sua cidade pelos seus múltiplos casos amorosos, e portanto recebeu a alcunha de "Ape Regina" (abelha mestre). O marido de Locci, um homem ingénuo chamado Stefano Mele, mais velho que ela cerca de 20 anos, foi eventualmente acusado do crime e passou 6 anos na prisão, mas mesmos estando na prisão, outros casais foram mortos com a mesma arma. Vários amantes de Locci foram suspeitos de serem os autores do crime e até Stefano Mele disse em várias ocasiões que algum deles tinha morto a "sua senhora", como chamava a Locci.

É dito que a viúva de Lo Bianco tinha-se queixado com vários parentes de Locci, dias depois das mortes, dizendo: "Porque é que aconteceu algo tão terrível com o meu marido? Agora estou sozinha e tenho três crianças para criar!" e teve uma resposta de um dos irmãos de Mele que Locci tinha de morrer mas que tinha muita pena de Lo Bianco tivesse levado um tiro também. Outro amante de Locci testemunhou que a mulher estava preocupada com um homem que a tinha ameaçado com uma arma e disse que até se recusou a sair com ele dizendo: "Ele podia matar-nos enquanto fazíamos amor no teu carro".

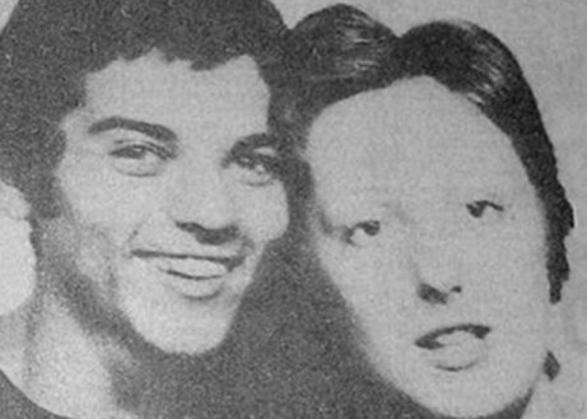
Pasquale Gentilcore e Stefania Pettini

- 15 de Setembro de 1974: Pasquale Gentilcore, empregado de bar (19) e Stefania Pettini, contabilista (18), namorados adolescentes, foram mortos a tiro e esfaqueados numa pista de terra perto de Borgo San Lorenzo enquanto tinha relações sexuais no Fiat 127 de Gentilcore não muito longe de uma discoteca chamada "Teen Club" onde era suposto terem passado a tarde com vários amigos. O corpo de Pettini tinha sido violado com um pé de videira e desfigurada com 97 facadas. Algumas horas antes das mortes, Pettini disse algo a um amigo próximo sobre um homem estranho que a tinha assustado. Outro amigo de Pettini lembra-se que um homem estranho (talvez um observador) tinha perturbado os dois durante uma aula de condução, uns dias antes. Vários casais que costumavam estacionar na mesma área onde Gentilcore e Pettini foram mortos, dizem que esta área em particular é muito frequentada por observadores, muitos deles atuando de forma muito estranha.
- 6 de Junho de 1981: Giovanni Foggi, trabalhador de armazém (30) e Carmela Di Nuccio, assistente de loja (21), noivos. Mortos com um tiro e esfaqueados num sábado à noite, perto de Scandicci, onde ambos viviam. O corpo de Di Nuccio foi retirado do carro e o assassino cortou a sua zona púbica com uma faca de talhante. Na manhã seguinte, um jovem observador, Enzo Spalletti (30) um paramédico, pai de duas crianças pequenas, andou falando do crime antes de os corpos serem descobertos. Passou três meses preso, acusado de homicídio, antes de o assassino o libertar, matando outra vez.
- 23 de Outubro de 1981: Stefano Baldi, trabalhador (26) e Susanna Cambi, telefonista (24), noivos e quase a casar em poucos meses. Mortos com um tiro e esfaqueados no parque na vizinhança de Calenzano. A área púbica de Cambi tinha sido cortada como a de Di Nuccio. Um anónimo telefonou à mãe de Cambi na manhã depois do assassinato, para "lhe falar sobre a sua filha". Uns dias antes do homicídio, Susanna tinha dito à sua mãe que havia alguém a atormentá-la e até a persegui-la se carro.
- 19 de Junho de 1982: Paolo Mainardi, mecânico (22) e Antonella Migliorini, cabeleireira (20), noivos e perto de casarem, tinham como nome "Vinavil" (uma marca de super cola), porque eram inseparáveis. Mortos a tiro no carro de Mainardi enquanto parados num terreno em Montespertoli. Desta vez, o assassino não mutilou a vítima feminina. Mainardi (apesar de ter sérias feridas) ainda estava vivo quando o encontraram. A polícia e as ambulâncias foram chamadas de imediato ao local mas Mainardi acabou por morrer no hospital, passadas algumas horas. Uma nova reconstrução dos eventos sugerem que, depois de atingir o casal, o Monstro conduziu o carro de Paolo durante alguns metros para esconder o veículo e os corpos, num bosque perto. Depois, perdeu o controlo do carro e abandonou-o onde acabou por ser descoberto.
- 9 de Setembro de 1983: Wilhelm Friedrich Horst Meyer (24) e Jens Uwe Rüsch (24). Idosos alemães na faculdade de Belas Artes em Osnabrück, viajando por Itália para celebrar um importante estágio que Meyer tinha acabado de ganhar. Mortos a tiro no seu Wolkswagen Samba Bus, em Galluzzo. Rüsch tinha um longo cabelo loiro e a sua estatura pequena podem ter levado o assassino a pensar que se tratava de uma mulher. A polícia suspeita que eram amantes homossexuais, mas esta teoria nunca foi comprovada.
- 29 de Julho de 1984: Claudio Stefanacci, estudante de direito (21) e Pia Gilda Rontini, empregada de bar e membro de claque (18), namorados de liceu, mortos a tiro e esfaqueados no Fiat Panda de Stefanacci estacionado num bosque perto de Vicchio di Mugello. O assassino removeu a zona púbica da mulher e o seu peito esquerdo. Existem relatórios de um homem estranho que os seguia numa loja de gelados algumas horas antes da morte. Um amigo próximo de Pia Rontini disse que ela confidenciou que estava a ser incomodada por um "homem incomodativo" enquanto trabalhava no bar.
- 7/8 de Setembro de 1985: Jean Michel Kraveichvili, músico (25) e Nadine Mauriot, vendedora (36), amantes, ambos de Audincourt, França, num acampamento em Itália. Nadine foi morta a tiro e esfaqueada enquanto dormia na sua pequena tenda num bosque perto de San Casciano. Jean Michel foi morto a tiro a uma pequena distância fora da tenda enquanto tentava escapar. O corpo de Nadine foi mutilado. Pelo assassino ter matado dois estrangeiros viajantes, não existe um relatório de pessoas desaparecidas. O assassino enviou, depois, uma nota insultuosa, juntamente com um bocado do peito de Nadine, para a acusação estadual, Silvia della Monica, dizendo que um assassinato tinha acontecido e desafiando a polícia a procurá-los. Uma pessoa que colhia cogumelos na área descobriu os corpos de Mauriot e Kraveichvili poucas horas depois da carta ter chegado à secretária da acusação.

## Modus operandi
Todos os episódios tinham em comum o mesmo modus operandi do criminoso e a mesma arma usada, mas houve algumas exceções. Eram agredidos casais apaixonados, o assassino sempre atacava as vítimas quando estavam em um lugar solitário durante uma noite de Lua nova ou muito escura, quase sempre de verão, no fim de semana ou nos dias antes de feriados. Exceto para o último duplo homicídio, quando as vítimas estavam numa tenda, em todos os outros casos as vítimas eram agredidos dentro de carros.
Em todos os casos o criminoso utilizou a mesma pistola Beretta da série 70. Nos quatro casos cortou o púbis da vítima feminina.

## Suspeitos e reação
Demorou até os assassinatos de Giovanni Foggi e Carmela De Nuccio em 1981, que a polícia percebeu que os assassinatos estavam conectados. Um artigo de jornal sobre o assassinato de 1974 fez com que a polícia realizasse um teste de balística e confirmasse que a mesma arma havia sido usada em ambos os assassinatos. O repórter Mario Spezi chamou o assassino de "Monstro de Florença". Um voyeur local foi preso e mantido sob custódia até os assassinatos de Stefano Baldi e Susanna Cambi em 1981. Após os assassinatos de 1982 (Paolo Mainardi e Antonella Migliorini), a polícia vazou informações falsas de que Mainardi havia recuperado a consciência antes de morrer no hospital. Logo depois, uma denúncia anônima exigiu que a polícia revisasse o assassinato de 1968; a mesma arma foi usada.

### Suspeitos do caso Antonio Lo Bianco e Barbara Locci em 1968
O assassinato de Antonio Lo Bianco e Barbara Locci em 1968 foi considerado resolvido com a confissão e condenação do marido de Locci, Stefano Mele. Mele foi excluído como suspeito desde que esteve na prisão durante os assassinatos de 1974 e 1981. As declarações de Mele em entrevistas policiais foram inconsistentes, transferindo a culpa para seus parentes e conhecidos da Sardenha. 
Francesco Vinci foi preso primeiro. Ele era um ex-amante de Locci, cujo carro foi encontrado escondido no dia em que as informações falsas de Mainardi vazaram. Francesco foi mantido sob custódia por mais de um ano, mesmo durante os assassinatos de 1983. O juiz de instrução Mario Rotella ampliou a rede, prendendo o irmão e cunhado de Mele, Giovanni Mele e Piero Mucciarini. Os assassinatos de 1984 ocorreram quando os três suspeitos estavam sob custódia, então a polícia os liberou.
Rotella se concentrou no irmão de Francesco, Salvatore Vinci, ele próprio outro amante e ex-inquilino de Barbara Locci. A primeira esposa de Vinci havia morrido em um incêndio na Sardenha, considerada um suicídio, embora houvesse rumores de que era um assassinato. Após o assassinato final do Monstro em 1985, Rotella prendeu Vinci e o acusou do assassinato de sua esposa, com a intenção de passar de lá para os outros assassinatos atribuídos ao Monstro. O julgamento na Sardenha absolveu Vinci, que saiu em liberdade. A essa altura, o promotor-chefe Pier Luigi Vigna achava que a trilha da Sardenha estava esgotada e queria investigar a possibilidade de a arma ter sido apanhada por um desconhecido após seu uso no assassinato de 1968. Em 1989, Rotella foi forçado a inocentar oficialmente todos os suspeitos da Sardenha e retirar-se do caso.

### Suspeito Pietro Pacciani
Com o uso de análise de computador e denúncias anônimas, um novo suspeito, Pietro Pacciani, foi encontrado. Pacciani havia sido condenado por estupro e abuso doméstico de suas duas filhas e pelo assassinato em 1951 de um homem que mantinha relações com sua ex-namorada, pelo qual cumpriu treze anos de prisão. O inspetor Ruggero Perugini encontrou evidências incriminatórias, como semelhanças entre o assassinato de 1951 e os assassinatos do monstro, bem como uma reprodução de Primavera de Botticelli e outra pintura que se acredita ser de Pacciani. A única evidência física contra Pacciani foi uma bala não disparada da mesma marca que a do Monstro, encontrada no jardim de Pacciani no final de uma longa busca.
Pacciani foi condenado de forma controversa em seu julgamento inicial em 1994. Em sua apelação, o promotor ficou do lado de Pacciani, alegando falta de provas e trabalho policial ruim. Como resultado, Pacciani foi absolvido e libertado em 1996. O sucessor de Perugini, Michele Giuttari, tentou apresentar novas testemunhas na hora final, mas foi negado. Um novo julgamento para Pacciani foi ordenado pela Suprema Corte, mas ele morreu em 1998 antes que pudesse começar. Em vez disso, dois supostos cúmplices foram julgados, Mario Vanni e Giancarlo Lotti. Vanni tinha sido testemunha no julgamento de Pacciani, onde ele afirmou que os dois eram apenas "Compagni di Merende" (Compagni di Merende), um termo que entrou no vernáculo italiano. Lotti foi uma das testemunhas surpresa de Giuttari, alegando ter visto Pacciani e Vanni cometerem o assassinato de 1985. Depois de muitas outras sessões de interrogatório, ele também começou a se incriminar nos assassinatos. Ambos foram condenados e condenados à prisão perpétua, embora suas sentenças tenham sido amplamente criticadas e muitos considerem os assassinatos sem solução.

### Provável culto satânico
Em 2001, Giuttari, agora inspetor-chefe da unidade policial GIDES (Gruppo Investigativo Delitti Seriali, Grupo de Investigação de Crimes Seriais), anunciou que os crimes estavam ligados a um culto satânico supostamente ativo na área de Florença. Em seu depoimento, Lotti havia falado de um médico que havia contratado Pacciani para cometer os assassinatos e recolher a genitália das mulheres para uso em rituais. Giuttari justificou isso em parte com a descoberta de uma pedra piramidal perto de uma vila onde Pacciani havia sido empregado. A pedra, sugeriu Giuttari, era um indicativo de atividade de culto. Críticos, como Spezi, acharam essa ideia risível, já que essas pedras são comumente usadas como batentes de portas na área circundante. A vila foi revistada, mas nada foi encontrado.
Giuttari, o promotor-chefe de Perugia Giuliano Mignini e a blogueira Gabriella Carlizzi especularam que um farmacêutico, Francesco Calamandrei, e um médico falecido de Perugia, Francesco Narducci, esteve envolvido na sociedade secreta ordenando Pacciani e os outros. Calamandrei foi levado a julgamento enquanto o corpo de Narducci foi exumado. No final, Calamandrei foi completamente inocentado e nada incriminador foi encontrado em relação a Narducci. Durante o processo, o jornalista Mario Spezi foi preso por Mignini. Spezi estava investigando seu próprio suspeito favorito, um filho de Salvatore Vinci. Mignini alegou que fez isso para obstruir a investigação sobre a seita de Calamandrei e Narducci, à qual ele alegou que Spezi pertencia. Após protestos internacionais, Spezi foi libertado, sua prisão declarada ilegal. Giuttari e Mignini foram indiciados por abuso de poder. GIDES foi dissolvido, e nenhuma investigação ativa do Monstro de Florença permanece.

## Livros e Filmes
- Em 1986, um filme foi produzido pelo produtor italiano Cesare Ferrario baseado no livro original de Mario Spezi, "O Monstro de Florença" (1983)
- O filme "L'assassino è ancora tra noi" foi também baseado no caso. Lançado em 1986, foi escrito e realizado por Camillo Teti, e co-escrito por Giuliano Carnimeo e Ernesto Gastaldi.
- O livro de 1996 "O Monstro de Florença" de Magdalen Nabb suspeitou de Pacciani como o Monstro e foi baseado em factos verídicos e documentos.
- O filme de 2001 "Hannibal" usou o caso do Monstro como base para algumas cenas em Florença. No filme, o Monstro é um porteiro no Palazzo Vecchio; o assassino testemunha Hannibal (Anthony Hopkins) a matar o Inspetor Chefe Rinaldo Pazzi (Giancarlo Giannini) antes de sair da cidade. Todas as cenas relacionadas com o Monstro foram apagadas do filme antes da sua estreia, mas estão disponíveis em DVD.
- O livro de 2008 The Monster of Florence: A True Story de Douglas Preston e Mario Spezi causa dúvidas na culpa de Pacciano como sendo o Monstro. O escritor e produtor Christopher McQuarrie comprou os direitos do livro.
- Em 2009, uma série de 6 partes, "O monstro de Florença", foi produzido e emitido pela Fox Crime.
- O livro eletrónico de 2011 "As verdadeiras histórias do Monstro de Florença" de Jacopo Pezzan e Giacomo Brunoro (Abril de 2011) dá detalhes sobre todos os assassinatos e as diferentes teorias durante a investigação.
- Na terceira temporada de "Hannibal", Hannibal Lecter é apresentado como sendo o Monstro.